# Survilliers
Survilliers es un municipio francés, situado en el departamento del Valle del Oise, dentro la región de la Isla de Francia. Sus habitantes se denominan, en francés, Survilliérois(es).

## Situación
Survilliers se encuentra en la llanura de Francia, a unos 30 km al norte de París y en la frontera entre los departamentos del Valle de Oise y del Oise.
Cuenta con una estación RER (línea D).

## Historia
El hermano mayor de Napoleón Bonaparte, José I Bonaparte, vivió en el castillo de Survilliers, y tomó el apodo de Conde de Survilliers cuando huyó hacia el norte durante la Restauración Francesa.

## Administración
Survilliers forma parte del cantón de Luzarches, que a su vez forma parte del distrito de Sarcelles. Desde 2008, el alcalde de la ciudad es Jean-Noël Moisset. Entre 2001 y 2008 lo fue Arnaud de Saint-Salvy. Ambos son independientes de derecha.

## Demografía
| 487 | 515 | 509 | 513 | 536 | 510 | 545 | 518 | 488 | 519 | 538 | 543 | 484 | 536 | 524 | 526 | 541 | 544 | 620 | 714 | 817 | 997 | 1 159 | 1 183 | 1 047 | 1 232 | 1 300 | 1 533 | 2 727 | 3 701 | 3 661 | 3 654 |
| Para los censos de 1962 a 1999 la población legal corresponde a la población sin duplicidades (Fuente: INSEE [Consultar]) |     |     |     |     |     |     |     |     |     |     |     |     |     |     |     |     |     |     |     |     |     |       |       |       |       |       |       |       |       |       |       |

Fuentes:

## Lugares de interés
- la iglesia de Saint-Martin data del siglo XII y es un Monumento histórico.